# Befintligt djup
Befintligt djup är det bottendjup som ett öppet dike fick vid dikets anläggande eller den senaste rensningen. På mineraljordar brukar det befintliga djupet ligga i gränsen mellan matjord (oftast svart jord) och alv (oftast lergrå eller sandfärgad jord).

## Regelverk i Sverige
Om ett öppet dike rensas till befintligt djup, räknas detta som underhållsrensning, vilket inte kräver något särskilt tillstånd från länsstyrelsen. Om det öppna diket däremot ska fördjupas (rensas lite extra), räknas detta som markavvattning, vilket dels är tillståndspliktigt i hela landet, dels är förbjudet i hela södra Sverige (utom på det småländska höglandet).